# Rejon leniński (BSRR)
Rejon leniński – jednostka terytorialna istniejąca w ramach Białoruskiej SRR w latach 1940–1960 na terenie Polesia (de facto 1940–1941; 1944–1960). Stolicą był Lenin.

## Historia
Rejon powstał 15 stycznia 1940 w ramach obwodu pińskiego. Dzielił się na 12 gmin wiejskich (sielsowietów). 8 stycznia 1954 został włączony wraz z całym Polesiem pińskim do obwodu brzeskiego. 8 czerwca 1950 stolicę rejonu przeniesiono do Mikaszewicz. 20 stycznia 1960 rejon uległ rozwiązaniu, a jego gminy rozdzielono między rejony: żytkowicki (m.in. wieś Lenin), starobiński i łuniniecki (m.in. Mikaszewicze).